# François-Séraphin Regnier-Desmarais
François-Séraphin Regnier-Desmarais (* 13. August 1632 in Paris; † 6. September 1713 ebenda) war ein französischer Diplomat, Dichter, Philologe, Romanist, Grammatiker und Übersetzer.

## Leben und Werk
Regnier-Desmarais stammte aus einer Adelsfamilie. Sein Großvater mütterlicherseits war Comissaire des guerres. Regnier-Desmarais (eigentlich Desmarets) besuchte von 1640 bis 1647 das Seminar der Augustiner in Nanterre. Dann studierte er zwei Jahre am Collège de Montaigu in Paris. Ab den frühen 1650er-Jahren lebte er mit seinem Vater am (oft reisenden) Hof. Er gehörte bis zu dessen Tod 1687 zur Begleitung von Charles III. de Blanchefort, duc de Créquy, mit dem er von 1662 bis 1665 in Rom war und 1680 in München („Munik“).
Regnier-Desmarais war hochgradig sprachbegabt. Im Laufe seines Lebens publizierte er in den Sprachen Französisch, Italienisch, Spanisch und Lateinisch und übersetzte aus diesen Sprachen sowie aus dem Griechischen. Italienisch und Spanisch hatte er ursprünglich selbst aus Büchern gelernt, dann durch Korrespondenz und Umgang mit Muttersprachlern verfeinert. 1667 wählte ihn die Accademia della Crusca auf Vorschlag des Großherzogs Ferdinand II zum Mitglied, und auch die Académie française berief ihn 1670 in ihre Mitte, obwohl er noch gar nichts veröffentlicht hatte. Von 1683 bis zu seinem Tod war er (als Nachfolger von François Eudes de Mézeray) ihr Secrétaire perpétuel und als solcher 1694 offizieller Herausgeber des ersten Akademiewörterbuchs sowie treibende Kraft bei der Erstellung der völlig umorganisierten zweiten Auflage von 1718, deren Erscheinen er nicht mehr erlebte.
1705 publizierte er u. d. T. Traité de la grammaire françoise (746 Seiten, auch: Genf 1973) eine normative Grammatik, welche aus der Tradition der rationalistischen Sprachbeobachtung des 17. Jahrhunderts (Vaugelas, Bouhours) hervorging. Sie füllte die Lücke der von der Akademie angestrebten, aber nie erstellten Grammatik, erhielt aber nicht den offiziellen Status einer Akademiegrammatik.

## Weitere Werke

### Eigene Werke
- Histoire des démeslez de la Cour de France avec la Cour de Rome, au sujet de l’affaire des Corses, Paris 1707 (bezieht sich auf seinen Romaufenthalt)
- Poësies françoises, Paris 1707 (532 Seiten), 2 Bde., 1721 (mit biographischem und autobiographischem [1712] Vorwort), 1753
- Poesie toscane del signor abate Regnier Desmarais. Poesias castelanas del mismo. Carmina latina ejusdem, Paris 1708 (526 Seiten)

### Übersetzungen
- Orazione delle lodi del re cristianissimo Luigi XIV, detta nell’ Accademia franzese [von P. Pellisson-Fontanier], Paris 1671
- La Pratique de la perfection chrétienne du R. P. Alphonse Rodríguez (Alphons Rodriguez), 3 Bde., Paris 1675–1679, 4 Bde., 1682, 1742, 1840, 1865, 1870, 1872, 1877, 1884, 1890
- Le Poesie d’Anacreonte, tradotte in verso toscano, Paris 1693, Florenz 1695
- Le premier livre de l’Iliade en vers françois. Avec une dissertation sur quelques endroits d’Homére, Paris 1700
- Les deux livres de la Divination de Cicéron, Paris 1710, 1794
- Entretiens de Cicéron sur les vrais biens et sur les vrais maux, Paris 1721